# 에제르 바이츠만
에제르 바이츠만(히브리어: עֵזֶר וַיצְמָן, 영어: Ezer Weizman, 1924년 6월 15일~2005년 4월 24일)은 이스라엘의 제7대 대통령(1993년 ~ 2000년)이다. 대통령에 당선되기 이전에, 바이츠만은 이스라엘 공군 사령관이자 국방부 장관이었다.

## 생애
에제르 바이츠만은 1924년 6월 15일 영국 위임통치령 팔레스타인 텔아비브에서 예키엘과 예후딧 바이츠만 사이에서 태어났다. 그의 아버지는 농업학자였다. 바이츠만은 이스라엘의 초대 대통령 하임 바이츠만의 조카였다.
그는 아크레와 하이파에서 자랐고 히브리 레알리 학교에 다녔다. 그는 모셰 다얀의 아내인 루스 다얀의 누이인 르우마 슈바르츠와 결혼했고, 그들은 두 자녀인 샤울과 미카엘을 두었다.
바이츠만은 전투 조종사였다. 그는 제2차 세계 대전 동안 1942년에 입대했던 영국 육군에서 훈련을 받았다. 그는 이집트와 리비아에서 서부 사막 유세에서 트럭 운전사로 일했다. 1943년, 그는 영국 왕립 공군(RAF)에 입대했고 로디지아의 항공 학교에 다녔다. 그는 이집트와 인도에서 1945년까지 영국 공군에서 복무했다. 바이츠만은 RAF에서 중사 조종사로 복무하는 것을 끝냈다.
1944년과 1946년 사이에, 그는 영국 위임통치령 팔레스타인 지하에 있는 이르군의 일원이었다. 1946년과 1947년 사이에, 그는 영국에서 항공학을 공부했다. 1947년, 그의 연구 중에, 그는 당시 영국 위임통치령 팔레스타인에서 영국군의 사령관이었던 에블린 바커 장군을 암살하려는 음모에 연루되었다. 그와 또 다른 얼건 공작원은 런던에 있는 바커의 집 밖에 있는 도로를 채굴할 계획이었지만, 스코틀랜드 야드의 의심을 받은 후, 그는 영국을 떠나 그 음모를 끝냈다.

## 대통령직
1993년 3월 24일, 크네세트는 66대 53의 과반수(리쿠드 후보 도브 실란스키에 반대)로 바이츠만을 차기 이스라엘 대통령으로 선출했다. 그는 1993년 5월 13일 대통령으로 취임했다.
1996년, 평화 과정을 촉진하기 위한 시도로, 바이츠만은 야세르 아라파트를 카이사레아에 있는 그의 집으로 개인적으로 방문하도록 초대했다. 1999년, 그는 DFLP 지도자인 나예프 하와트메를 만나 "나는 악마가 (평화를 가져오는 데 도움이 된다면) 악마를 만날 준비가 되어 있다." 그는 시리아와의 평화를 대가로 골란고원 철수를 공개적으로 지지해 우익 정당들로부터 비판을 받았다.
1999년 말, 신문들은 바이츠만이 대통령이 되기 전에 사업가들로부터 거액의 돈을 받았다는 주장을 적절한 당국에 보고하지 않고 실었다. 공소시효가 만료되었기 때문에 바이츠만은 기소되지 않았지만, 논쟁으로 인해 사임해야 했다. 바이츠만의 사임은 2000년 7월 13일에 발효되었다.

## 사망
2005년 4월 24일, 바이츠만은 80세의 나이로 카이사레아의 자택에서 호흡부전으로 사망했다. 그는 이스라엘 대통령과 총리가 주로 안장되는 헤르츨 언덕에 묻히지 않고 아들 며느리와 함께 오르아키바에 묻혔다.